# Прясло стены Новгородского Кремля между Митрополичьей башней и Воскресенской аркой
Прясло стены между Митрополичьей башней и Воскресенской аркой — памятник архитектуры. Расположен в Великом Новгороде в западной части Новгородского Кремля.
Почти прямое в плане прясло было построено на глиняном валу в конце XV века, на основе более ранних каменных стен. Как и у прочих прясел детинца, у него наклонная цокольная часть, отделённая от верхней вертикальной части горизонтальным валиком. Длина прясла — 150 м, высота — 12,7-13,5 м, толщина — до 6,5 м, фундаменты идут на глубину 2,4-3 м, облицовка сделана из большемерного кирпича (размер: 30-32 x 15 х 8,5-9,5 см) с шероховатой неровной поверхностью. Зубцы двурогие, у прясла есть кровля. С внутренней стены к пряслу примыкают постройки Владычного двора (ранее их было больше). Там, где построек не было, в стенах сделаны арки-ниши.
При перестройках конца XVI и середины XVII веков в прясле были то ли сделаны, то ли переделаны пушечные бойницы подошвенного боя, двурогие зубцы заменены прямоугольными. Ремонт прясла, полный или частичный, проходил в середине XVIII, в ХІХ и в начале XX века. В 1918 году рядом с Лихудовым корпусом Владычного двора часть облицовки обвалилась по всей высоте, вместе с зубцами; при Великой Отечественной войне были практически полностью уничтожены зубцы, произошло дальнейшее обрушение облицовки.
Ремонт облицовки без восстановления зубцов прошёл под руководством А. Л. Ротача в 1946 году, при этом прясло выпрямили по вертикали. В 1955—1957 годах прошла реставрация с восстановлением двурогих зубцов под руководством А. В. Воробьёва, боевой ход был покрыт бетонными плитами, поперёк стены на уровне плит были положены керамические трубы. В 1992—1993 годах к северу от Воскресенской арки обрушилось 10 зубцов и часть облицовки, после чего были проведены исследования (в ходе которых были обнаружены древние контрфорсы, изначальные сливные каналы в ров, арочный нужник с каменным рундуком, сливным и вентиляционным каналами, ещё три сводчатых помещения одно над другим). Реставрация по проекту Н. Н. Кузьминой (с участием Г. М. Кулаковой) и В. К. Чумакова прошла в 1992—1995 годах. При реставрации контрфорсы были показаны вертикальными швами в кладке и выпусками рядов кирпича, восстановлены упавшие зубцы, нужник и сводчатые помещения с оконцами (в нижнее из них можно попасть по новой кирпичной лестнице из здания филармонии). Двускатная крыша, упоминавшаяся в источниках XVII—XVIII веков, восстановлена с исполнением из биметалла по бревенчатым стропилам. Площадка боевого хода была гидроизолирована рубероидом, с внешней стороны стены срезаны завалы строительного мусора.